# 인천광역시 부시장
인천광역시 부시장(仁川廣域市 副市長)은 인천광역시장을 보좌하여 인천광역시청의 업무를 관장하는 고위공무원이다.
행정부시장, 경제부시장 등 2명의 부시장을 두며, 행정부시장은 국가직 가급 상당의 고위공무원으로, 경제부시장은 지방관리관으로 보한다.
인천광역시장의 사고시 행정부시장, 경제부시장의 순으로 그 직무를 대행한다.

## 현임 부시장
- 행정부시장:하병필
- 글로벌도시정무부시장:황효진

## 역대 부시장

### 인천부 부부윤
- 김성찬(金性燦) 1945년 8월 16일~1947년 8월 29일, 개성부 학무과장, 개성부 부부윤 역임
- 조승환(曺勝煥) 1947년 8월 30일~1948년 10월
- 정만근(鄭萬根) 1948년 10월~1950년 2월 3일

### 인천시 부시장
- 조승환(曺勝煥) 1950년 2월 4일~?, 1950년 5월~1950년 6월 12일 기간 중 시장직무대리 겸직
- 강해승(姜海昇) 1950년 10월
- ? ?~1952년
- 최병환(崔炳煥) 1952년~1953년 12월 28일
- 박성래(朴星來) 1953년 12월 29일~1956년
- 김동순(金東淳), 인천시청 보건사회과장, 산업과장, 강화군수, 김포군수, 시흥군수 역임
- 오윤영(吳潤泳) 1962년~1967년 12월, 1966년 9월 5일부터 시장직무대리직 겸직, 화천군수, 인천시장 보좌관, 고양군수 역임
- 한영수(韓英洙) 1967년 12월~1972년 8월 29일, 재직 중 순직
- 노창현(魯昌賢) 1972년 8월 30일~1979년
- 조동환(趙東煥) 1980년~1981년 6월 30일

### 인천직할시 부시장
| 대수 | 이름            | 임기                              |
| ---- | --------------- | --------------------------------- |
| 1대  | 안치순 (安致淳) | 1981년 7월 1일~1983년 3월 4일     |
| 2대  | 이해권 (李海權) | 1983년 3월 5일~1985년 12월 12일   |
| 3대  | 황귀암 (黃貴岩) | 1985년 12월 13일~1988년 5월 31일  |
| 4대  | 한석룡 (韓錫龍) | 1988년 6월 1일~1988년 12월 31일   |
| 5대  | 김용성 (金容聲) | 1989년 1월 1일~1989년 12월 25일   |
| 6대  | 범택균 (范澤均) | 1989년 12월 27일~1991년 12월 31일 |
| 7대  | 이해재 (李海載) | 1992년 1월 1일~1993년 6월 4일     |
| 8대  | 김용선 (金鎔善) | 1993년 6월 5일~1994년 6월 30일    |
| 9대  | 박찬무 (朴贊武) | 1994년 7월 1일~1994년 12월 31일   |

### 인천광역시 부시장
| 대수 | 이름            | 임기                           | 비고 |
| ---- | --------------- | ------------------------------ | ---- |
| 10대 | 박찬무 (朴贊武) | 1995년 1월 1일~1995년 7월 10일 |      |

### 인천광역시 행정부시장
| 대수     | 이름            | 임기                             | 비고                             |
| -------- | --------------- | -------------------------------- | -------------------------------- |
| 11대     | 박찬무 (朴贊武) | 1995년 7월 11일~1995년 12월 31일 |                                  |
| 직무대리 | 임석봉 (任錫鳳) | 1996년 1월 1일~1996년 10월 28일  |                                  |
| 12대     | 임석봉 (任錫鳳) | 1996년 10월 28일~1998년 10월 9일 |                                  |
| 13대     | 남기명 (南基明) | 1998년 10월 10일~2001년 12월 3일 |                                  |
| 14대     | 오제세 (吳濟世) | 2001년 12월 4일~2004년 2월 11일  |                                  |
| 15대     | 김동기 (金東琦) | 2004년 2월 13일~2007년 6월 24일  |                                  |
| 16대     | 이창구 (李昌求) | 2007년 6월 25일~2010년 4월 7일   |                                  |
| 17대     | 정병일 (鄭炳日) | 2010년 4월 8일~2010년 9월 30일   |                                  |
| 18대     | 윤석윤 (尹錫允) | 2010년 10월 1일~2012년 2월 3일   |                                  |
| 직무대리 | 정태옥 (鄭泰沃) | 2012년 2월 4일~2012년 2월 15일   | 인천시 기획관리실장으로 직무대리 |
| 19대     | 조명우 (曺明宇) | 2012년 2월 16일~2015년 8월 30일  |                                  |
| 20대     | 전성수 (全聖洙) | 2015년 8월 31일~2018년 7월 24일  |                                  |
| 21대     | 박준하 (朴埈夏) | 2018년 7월 25일~2020년 3월 20일  |                                  |
| 22대     | 최장혁 (崔壯赫) | 2020년 3월 21일~2021년 1월 17일  |                                  |
| 23대     | 안영규 (安泳奎) | 2021년 1월 18일~2022년 9월 15일  |                                  |
| 24대     | 박덕수 (朴德洙) | 2022년 9월 16일~2024년 6월 30일  |                                  |
| 25대     | 하병필 (河炳弼) | 2024년 7월 1일 ~                 |                                  |

### 인천광역시 정무부시장
| 대수     | 이름            | 임기                              | 비고                             |
| -------- | --------------- | --------------------------------- | -------------------------------- |
| 11대     | 이철규 (李哲圭) | 1995년 7월 11일~1998년 6월 30일   |                                  |
| 직무대리 | 정창섭(鄭昌燮)  | 1998년 7월 1일~1998년 7월 3일     | 인천시 기획관리실장으로 직무대리 |
| 12대     | 유필우 (柳弼祐) | 1998년 7월 3일~2000년 2월 13일    |                                  |
| 직무대리 | 정창섭(鄭昌燮)  | 2000년 2월 14일~2000년 5월 28일   | 인천시 기획관리실장으로 직무대리 |
| 13대     | 박상은 (朴商銀) | 2000년 5월 29일~2001년 9월 7일    |                                  |
| 14대     | 박영복 (朴英福) | 2001년 9월 7일~2002년 6월 30일    |                                  |
| 서리     | 안덕수 (安德壽) | 2002년 6월 30일~2002년 7월 26일   |                                  |
| 직무대리 | 박연수 (朴演守) | 2002년 7월 26일~2002년 7월 29일   | 인천시 기획관리실장으로 직무대리 |
| 15대     | 박동석 (朴東錫) | 2002년 7월 30일~2004년 3월 5일    |                                  |
| 직무대리 | 엄정인 (嚴正仁) | 2004년 3월 6일~2004년 3월 22일    | 시 기획관리실장으로 직무대리     |
| 16대     | 김창섭 (金昌燮) | 2004년 3월 23일~2005년 7월 14일   |                                  |
| 17대     | 천명수 (千明洙) | 2005년 7월 15일~2006년 12월 11일  |                                  |
| 18대     | 홍일표          | 2006년 12월 12일~2007년 10월 29일 |                                  |
| 19대     | 어윤덕          | 2007년 10월 30일~2008년 7월 13일  |                                  |
| 20대     | 홍종일          | 2008년 7월 14일~2010년 5월 4일    |                                  |
| 직무대리 | 최현길          | 2010년 5월 5일~2010년 6월 19일    | 시 기획관리실장으로 직무대리     |
| 21대     | 신동근 (申東根) | 2010년 6월 20일~2011년 10월 16일  |                                  |
| 22대     | 김진영          | 2011년 10월 17일~2012년 11월 17일 |                                  |
| 23대     | 김교흥          | 2012년 11월 18일~2014년 4월 18일  |                                  |
| 직무대리 | 박준하          | 2014년 4월 19일~2014년 7월 29일   | 시 기획관리실장으로 직무대리     |

### 인천광역시 경제부시장
| 대수     | 이름   | 임기                            | 비고                         |
| -------- | ------ | ------------------------------- | ---------------------------- |
| 24대     | 배국환 | 2014년 7월 29일~2015년 8월 23일 |                              |
| 25대     | 홍순만 | 2015년 8월 24일~2016년 4월 18일 |                              |
| 직무대리 | 이용철 | 2016년 4월 19일~2016년 5월 9일  | 시 기획조정실장으로 직무대리 |
| 26대     | 조동암 | 2016년 5월 10일~2016년 6월 30일 | 정무경제부시장으로 명칭변경  |

### 인천광역시 정무경제부시장
| 대수 | 이름   | 임기                           |
| ---- | ------ | ------------------------------ |
| 27대 | 조동암 | 2016년 7월 1일~2018년 5월 11일 |
| 28대 | 허종식 | 2018년 7월 27일~2018년 8월 1일 |

### 인천광역시 균형발전정무부시장
| 대수 | 이름   | 임기                            |
| ---- | ------ | ------------------------------- |
| 1대  | 허종식 | 2018년 8월 1일~2019년 12월 26일 |
| 2대  | 박인서 | 2019년 12월 30일~2021년 2월 3일 |
| 3대  | 조택상 | 2021년 2월 4일~2022년 4월 18일  |

### 인천광역시 문화복지정무부시장
| 대수 | 이름   | 임기                             |
| ---- | ------ | -------------------------------- |
| 1대  | 이행숙 | 2022년 7월 21일~2023년 11월 20일 |

### 인천광역시 글로벌도시정무부시장
| 대수 | 이름           | 임기               |
| ---- | -------------- | ------------------ |
| 1대  | 황효진(黃孝鎭) | 2023년 11월 24일 ~ |